# Sittwe
Sittwe  (tiếng Miến Điện: စစ်တွေမြို့; MLCTS: cac twe mrui.; phát âm tiếng Miến Điện: [sɪʔtwè mjo̰]; tên cũ là Akyab) là thủ phủ của bang Rakhine, Myanmar. Sittwe nằm trên một hòn đảo được tạo ra bởi dòng chảy của các sông Kaladan, Mayu, Lay Mro đổ ra Vịnh Bengal. Thành phố có 181.000 dân (2006) và là thủ phủ của xã Sittwe và huyện Sittwe.

## Lịch sử
Sittwe ban đầu là một làng chài, tuy nhiên sau đó trở thành vị trí quan trọng đối với hàng hải. Đây là một trong các cảng xuất khẩu gạo sau khi Đế quốc Anh chiếm đóng Arakan, nay là bang Rakhine, sau Chiến tranh Anh-Miến thứ nhất.
Sittwe là nơi diễn ra một trong các trận chiến của cuộc chinh phục Arakan của vua Miến Bodawpaya. Vào năm 1784, lực lượng viễn chinh Miến Điện gồm khoảng 30.000 binh lính chạm trán với 3000 quân của Saite-ké Aung, tỉnh trưởng tỉnh U-rit-taung. Mặc dù bị áp đảo về quân số, quân Arakan vẫn cố gắng chiến đấu với quân Miến Điện cả trên bộ và trên biển, tuy vậy cuối cùng vẫn thất bại. Thất bại này mở đường cho quân Miến Điện tiến vào thủ đô Mrauk-U, chấm dứt nền độc lập của Arakan.
Vào năm 1826, sau Chiến tranh Anh-Miến thứ nhất, người Anh đưa chính phủ về đóng ở Sittwe. Trong 40 năm thuộc Anh, nơi đây mở rộng thành một thị trấn gồm 15.536 dân, và tới năm 1901 trở thành cảng biển thứ ba của Miến Điện với dân số 31.687 người. Vào thập niên 1860, Lãnh sự quán Hoa Kỳ ở Kolkata có một cơ quan tại Sittwe.
Trong Chiến tranh thế giới thứ hai hòn đảo này là một địa điểm của nhiều trận chiến quan trọng tại Mặt trận Miến Điện do sở hữu cảng nước sâu và một sân bay.
Sittwe là quê hương của nhiều nhà sư hoạt động chính trị ở Myanmar. Đây là nơi sinh của U Ottama, nhà sư đầu tiên biểu tình chống thực dân Anh ở Myanmar. Trong cuộc biểu tình chống chính phủ tại Myanmar 2007, các nhà sư Sittwe là những người khởi phát cuộc biểu tình chống chính phủ quân sự ở Myanmar. Sittwe là nơi đóng căn cứ hải quân Dhanyawadi.
Kể từ năm 2012, chính phủ Myanmar đưa hàng chục người Rohingya vào các trại tập trung ở Sittwe. Ngày nay có khoảng 140.000 người Rohingya sống trong các căn lều tạm mà không có đủ điện nước. Những người tị nạn Rohingya không được phép đi ra ngoài và làm việc bên ngoài trại.

## Nhân khẩu
Nhóm sắc tộc lớn nhất ở Sittwe là người Rakhine. Bên cạnh đó là người Rohingya và người Miến. Đa số người dân theo Phật giáo Thượng tọa bộ, Ấn Độ giáo và Hồi giáo.

## Điểm tham quan
- Viewpoint, hay Point là một trong các địa điểm nổi tiếng nhất ở Sittwe. Nó nằm ở cuối đường Strand và nhìn ra Vịnh Bengal cũng như cửa sông Kaladan.
- Tu viện Shwezedi của U Ottama, nhà sư chính trị đầu tiên ở Myanmar.
- Sittwe Pharagri, trung tâm Phật giáo ở Sittwe bên cạnh Tu viện Shwezedi.
- Ahkyaib-daw[6]
- Bảo tàng Văn hóa Bang Rakhine
- Chùa Lawkananda, chùa lớn nhất ở Sittwe, xây vào cuối thế kỷ 20.

## Khí hậu
Sittwe có khí hậu nhiệt đới gió mùa. Mùa khô diễn ra từ tháng 12 tới tháng 4, mùa mưa diễn ra trong bảy tháng còn lại. Sittwe có lượng mưa trung bình 1 mét (40 in) một tháng vào tháng 6, 7 và 8. Thời tiết mát mẻ và khô ráo nhất vào tháng 12, 1 và 2.
| Dữ liệu khí hậu của Sittwe (1981–2010, số liệu cao nhất 1954–nay)                                                             | Dữ liệu khí hậu của Sittwe (1981–2010, số liệu cao nhất 1954–nay) | Dữ liệu khí hậu của Sittwe (1981–2010, số liệu cao nhất 1954–nay) | Dữ liệu khí hậu của Sittwe (1981–2010, số liệu cao nhất 1954–nay) | Dữ liệu khí hậu của Sittwe (1981–2010, số liệu cao nhất 1954–nay) | Dữ liệu khí hậu của Sittwe (1981–2010, số liệu cao nhất 1954–nay) | Dữ liệu khí hậu của Sittwe (1981–2010, số liệu cao nhất 1954–nay) | Dữ liệu khí hậu của Sittwe (1981–2010, số liệu cao nhất 1954–nay) | Dữ liệu khí hậu của Sittwe (1981–2010, số liệu cao nhất 1954–nay) | Dữ liệu khí hậu của Sittwe (1981–2010, số liệu cao nhất 1954–nay) | Dữ liệu khí hậu của Sittwe (1981–2010, số liệu cao nhất 1954–nay) | Dữ liệu khí hậu của Sittwe (1981–2010, số liệu cao nhất 1954–nay) | Dữ liệu khí hậu của Sittwe (1981–2010, số liệu cao nhất 1954–nay) | Dữ liệu khí hậu của Sittwe (1981–2010, số liệu cao nhất 1954–nay) |
| Tháng | 1                                                                 | 2                                                                 | 3                                                                 | 4                                                                 | 5                                                                 | 6                                                                 | 7                                                                 | 8                                                                 | 9                                                                 | 10                                                                | 11                                                                | 12                                                                | Năm                                                               |
| --- | ----------------------------------------------------------------- | ----------------------------------------------------------------- | ----------------------------------------------------------------- | ----------------------------------------------------------------- | ----------------------------------------------------------------- | ----------------------------------------------------------------- | ----------------------------------------------------------------- | ----------------------------------------------------------------- | ----------------------------------------------------------------- | ----------------------------------------------------------------- | ----------------------------------------------------------------- | ----------------------------------------------------------------- | ----------------------------------------------------------------- |
| Cao kỉ lục °C (°F) | 37.0 (98.6)                                                       | 38.9 (102.0)                                                      | 40.0 (104.0)                                                      | 38.0 (100.4)                                                      | 38.9 (102.0)                                                      | 37.2 (99.0)                                                       | 37.7 (99.9)                                                       | 38.0 (100.4)                                                      | 38.0 (100.4)                                                      | 39.5 (103.1)                                                      | 35.0 (95.0)                                                       | 34.0 (93.2)                                                       | 40.0 (104.0)                                                      |
| Trung bình ngày tối đa °C (°F)                                                                                                | 28.3 (82.9)                                                       | 29.9 (85.8)                                                       | 31.7 (89.1)                                                       | 33.0 (91.4)                                                       | 32.5 (90.5)                                                       | 29.7 (85.5)                                                       | 28.9 (84.0)                                                       | 29.3 (84.7)                                                       | 30.3 (86.5)                                                       | 31.3 (88.3)                                                       | 30.6 (87.1)                                                       | 28.9 (84.0)                                                       | 30.4 (86.7)                                                       |
| Trung bình ngày °C (°F) | 21.5 (70.7)                                                       | 23.3 (73.9)                                                       | 26.1 (79.0)                                                       | 28.5 (83.3)                                                       | 28.7 (83.7)                                                       | 27.4 (81.3)                                                       | 26.8 (80.2)                                                       | 26.8 (80.2)                                                       | 27.3 (81.1)                                                       | 27.6 (81.7)                                                       | 28.4 (83.1)                                                       | 23.0 (73.4)                                                       | 26.3 (79.3)                                                       |
| Tối thiểu trung bình ngày °C (°F)                                                                                             | 14.9 (58.8)                                                       | 16.6 (61.9)                                                       | 20.2 (68.4)                                                       | 24.0 (75.2)                                                       | 25.1 (77.2)                                                       | 24.8 (76.6)                                                       | 24.5 (76.1)                                                       | 24.5 (76.1)                                                       | 24.4 (75.9)                                                       | 24.0 (75.2)                                                       | 21.1 (70.0)                                                       | 17.1 (62.8)                                                       | 21.8 (71.2)                                                       |
| Thấp kỉ lục °C (°F) | 6.0 (42.8)                                                        | 9.0 (48.2)                                                        | 10.0 (50.0)                                                       | 16.2 (61.2)                                                       | 19.5 (67.1)                                                       | 18.0 (64.4)                                                       | 21.0 (69.8)                                                       | 18.0 (64.4)                                                       | 20.0 (68.0)                                                       | 16.8 (62.2)                                                       | 11.0 (51.8)                                                       | 8.9 (48.0)                                                        | 6.0 (42.8)                                                        |
| Lượng mưa trung bình mm (inches)                                                                                              | 0.9 (0.04)                                                        | 13.3 (0.52)                                                       | 8.4 (0.33)                                                        | 35.6 (1.40)                                                       | 307.5 (12.11)                                                     | 1.168,1 (45.99)                                                   | 1.280,5 (50.41)                                                   | 965.2 (38.00)                                                     | 549.0 (21.61)                                                     | 288.7 (11.37)                                                     | 116.3 (4.58)                                                      | 15.1 (0.59)                                                       | 4.748,6 (186.95)                                                  |
| Số ngày mưa trung bình (≥ 1.0 mm)                                                                                             | 0                                                                 | 0                                                                 | 0                                                                 | 4                                                                 | 9                                                                 | 25                                                                | 28                                                                | 27                                                                | 18                                                                | 10                                                                | 4                                                                 | 0                                                                 | 126                                                               |
| Độ ẩm tương đối trung bình (%)                                                                                                | 74                                                                | 69                                                                | 70                                                                | 72                                                                | 74                                                                | 89                                                                | 92                                                                | 92                                                                | 88                                                                | 84                                                                | 80                                                                | 79                                                                | 80                                                                |
| Nguồn 1: Viện Khí tượng Na Uy, Deutscher Wetterdienst (nhiệt độ trung bình 1991–2010, số ngày mưa 1968–1990, độ ẩm 1951–1967) |                                                                   |                                                                   |                                                                   |                                                                   |                                                                   |                                                                   |                                                                   |                                                                   |                                                                   |                                                                   |                                                                   |                                                                   |                                                                   |
| Nguồn 2: Meteo Climat (record highs and lows)                                                                                 |                                                                   |                                                                   |                                                                   |                                                                   |                                                                   |                                                                   |                                                                   |                                                                   |                                                                   |                                                                   |                                                                   |                                                                   |                                                                   |

## Giáo dục
- Đại học Sittwe
- Đại học Máy tính, Sittwe
- Đại học Công nghệ, Sittwe

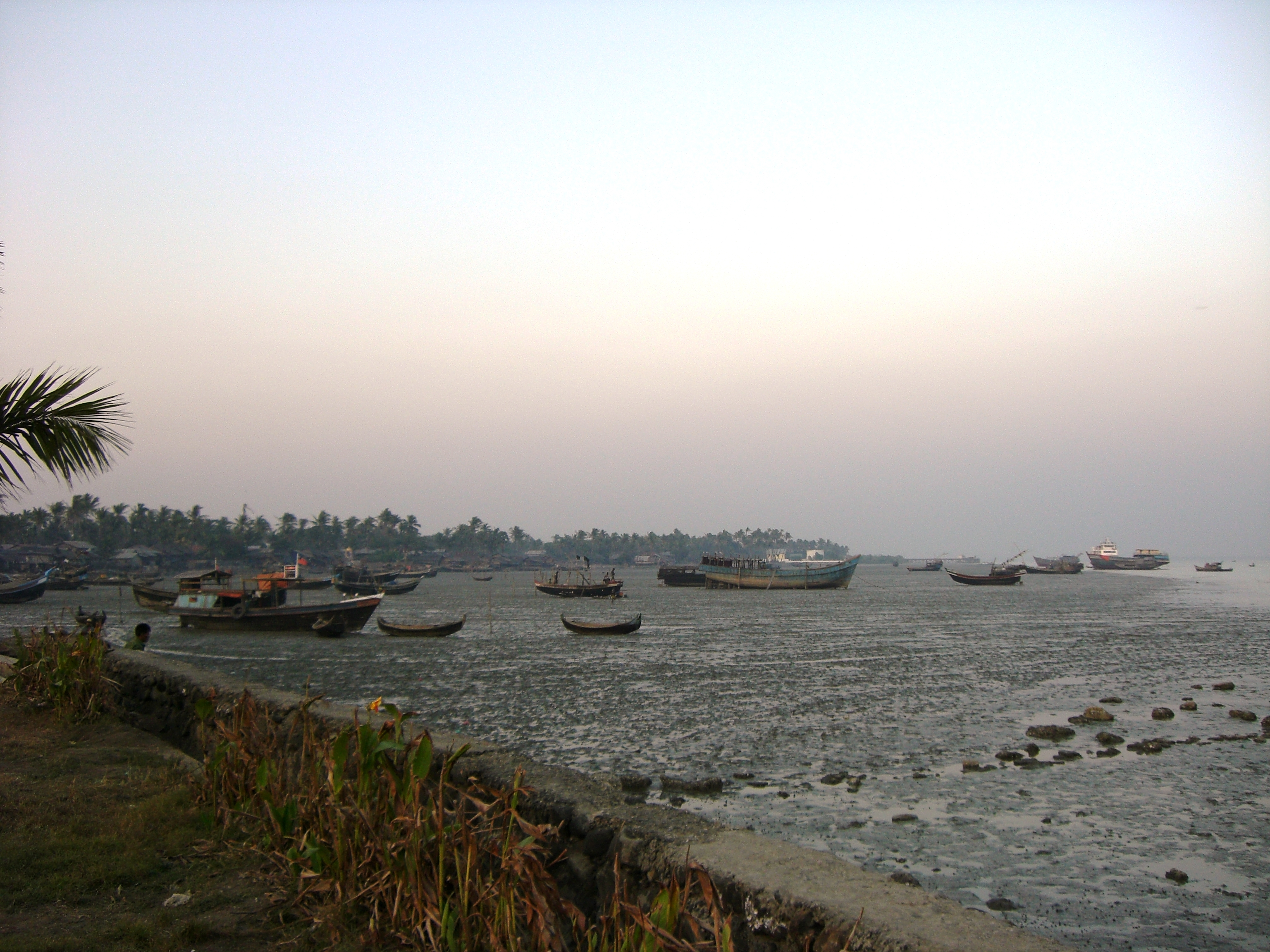
Bờ biển tại Sittwe

- Trường trung hoc Công nghệ Chính phủ, Sittwe

## Thể thao
Sân vận động Wai Thar Li với sức chứa 7000 chỗ là sân nhà của Rakhine United của Giải bóng đá vô địch quốc gia Myanmar (MNL). Sân vận động Dhanyawaddy là sân nhà của Arakan United.

## Khác
Nhà văn Anh Hector Hugh Munro, bút danh Saki, sinh ra ở Sittwe vào năm 1870. Một con đường ở Singapore đặt tên là Akyab, tên cũ của Sittwe.

## Hình ảnh

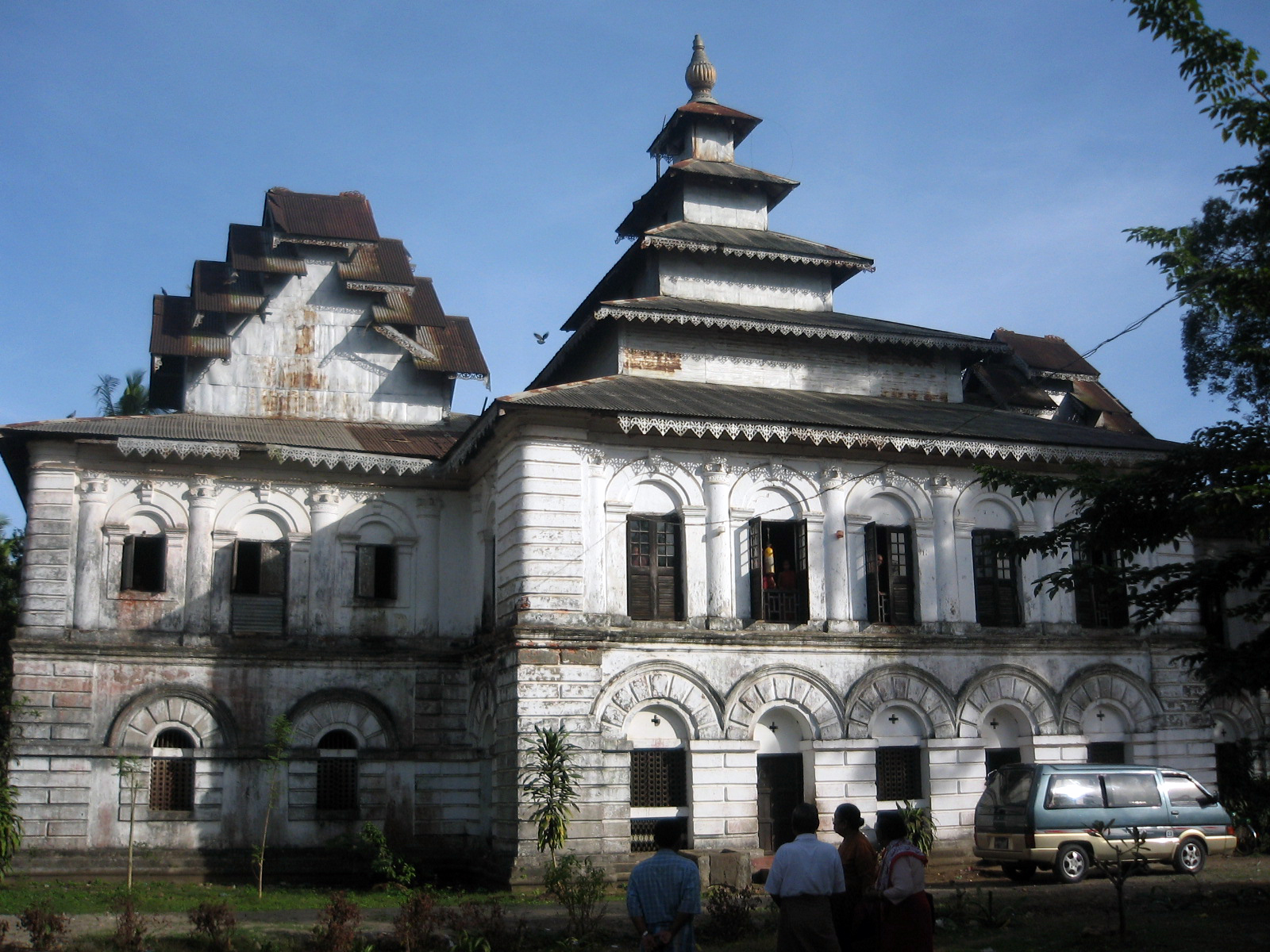
Tu viện Shwe Zedi
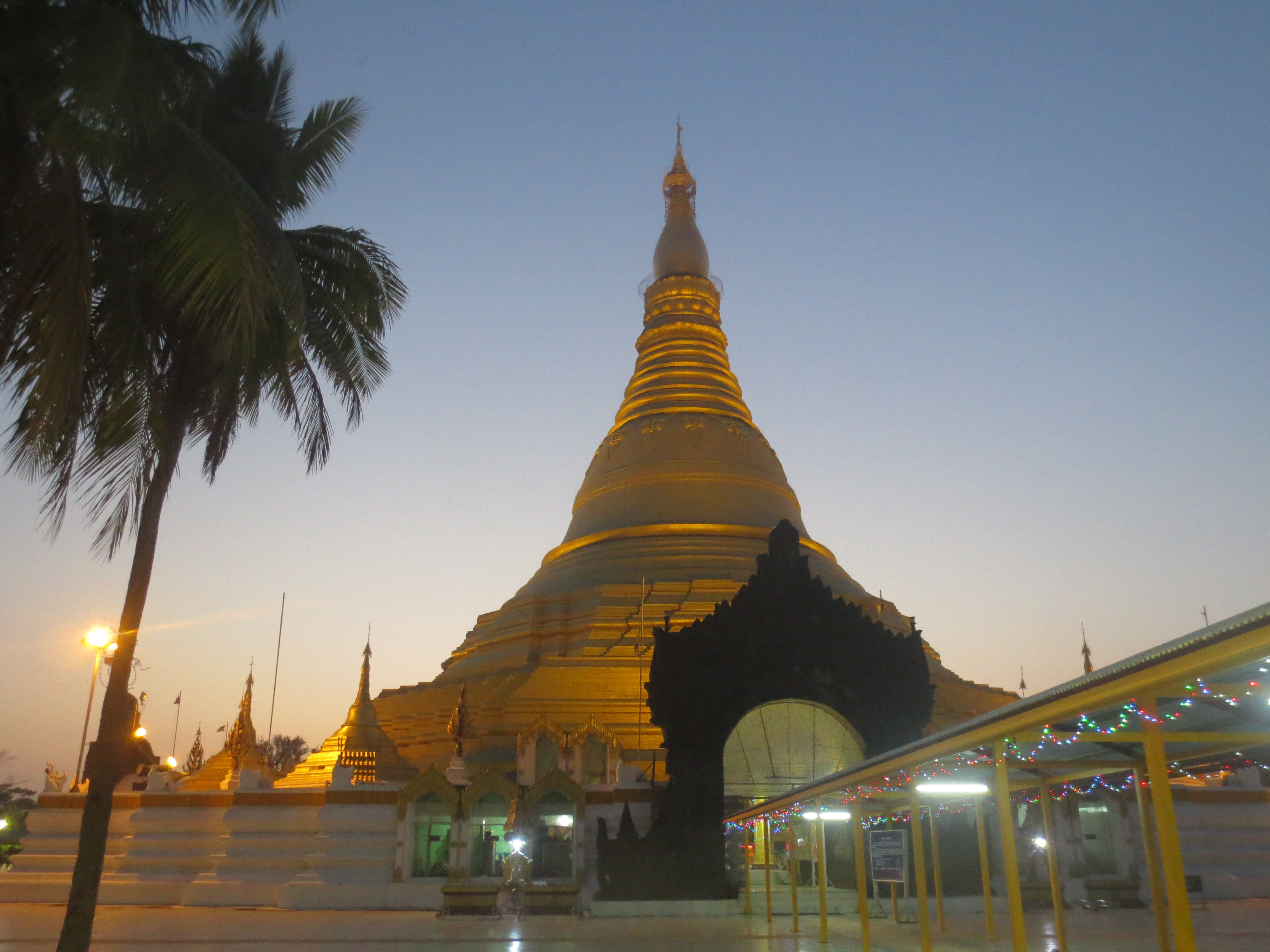
Chùa Lawkananda
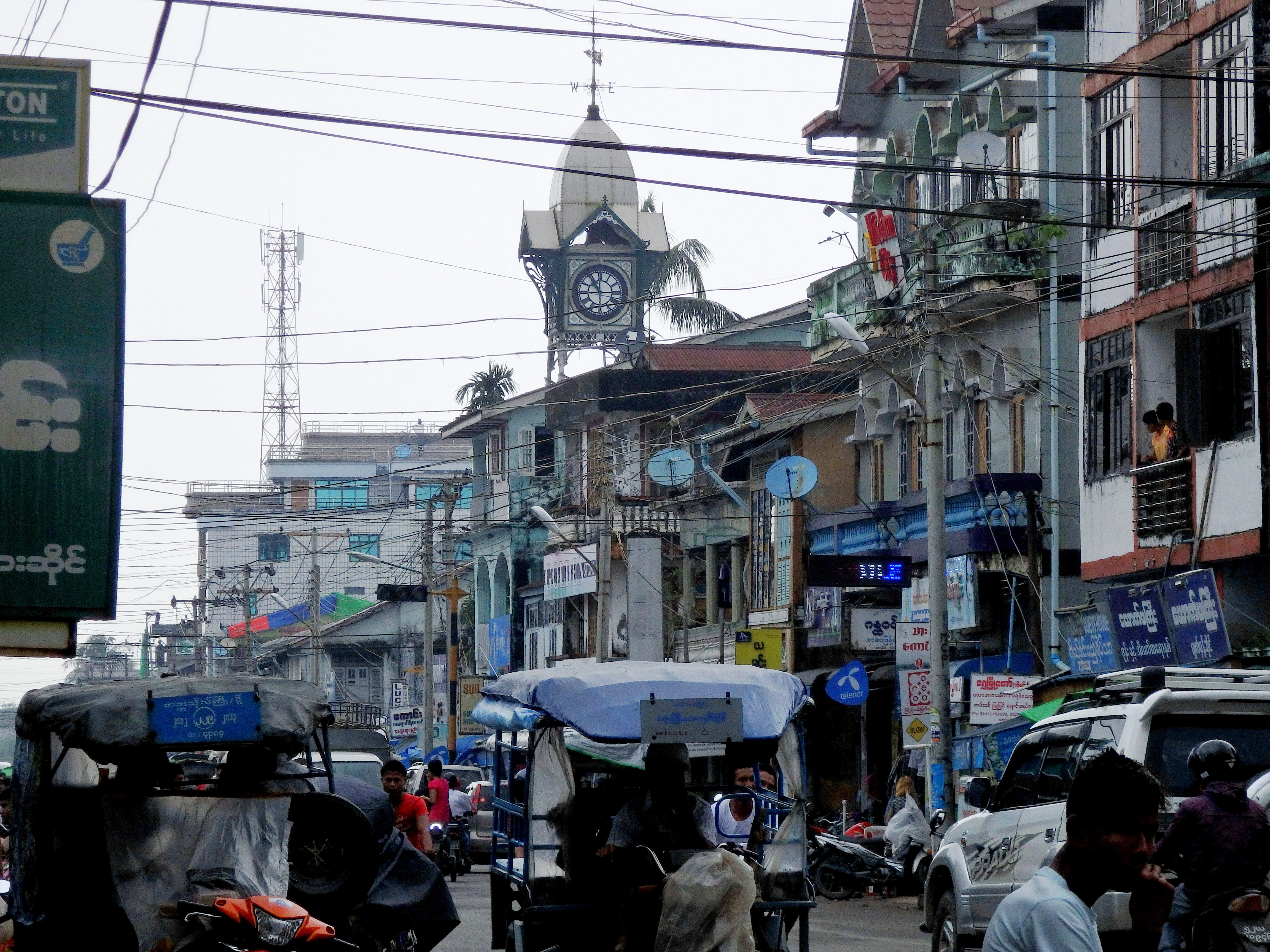
Phố chính
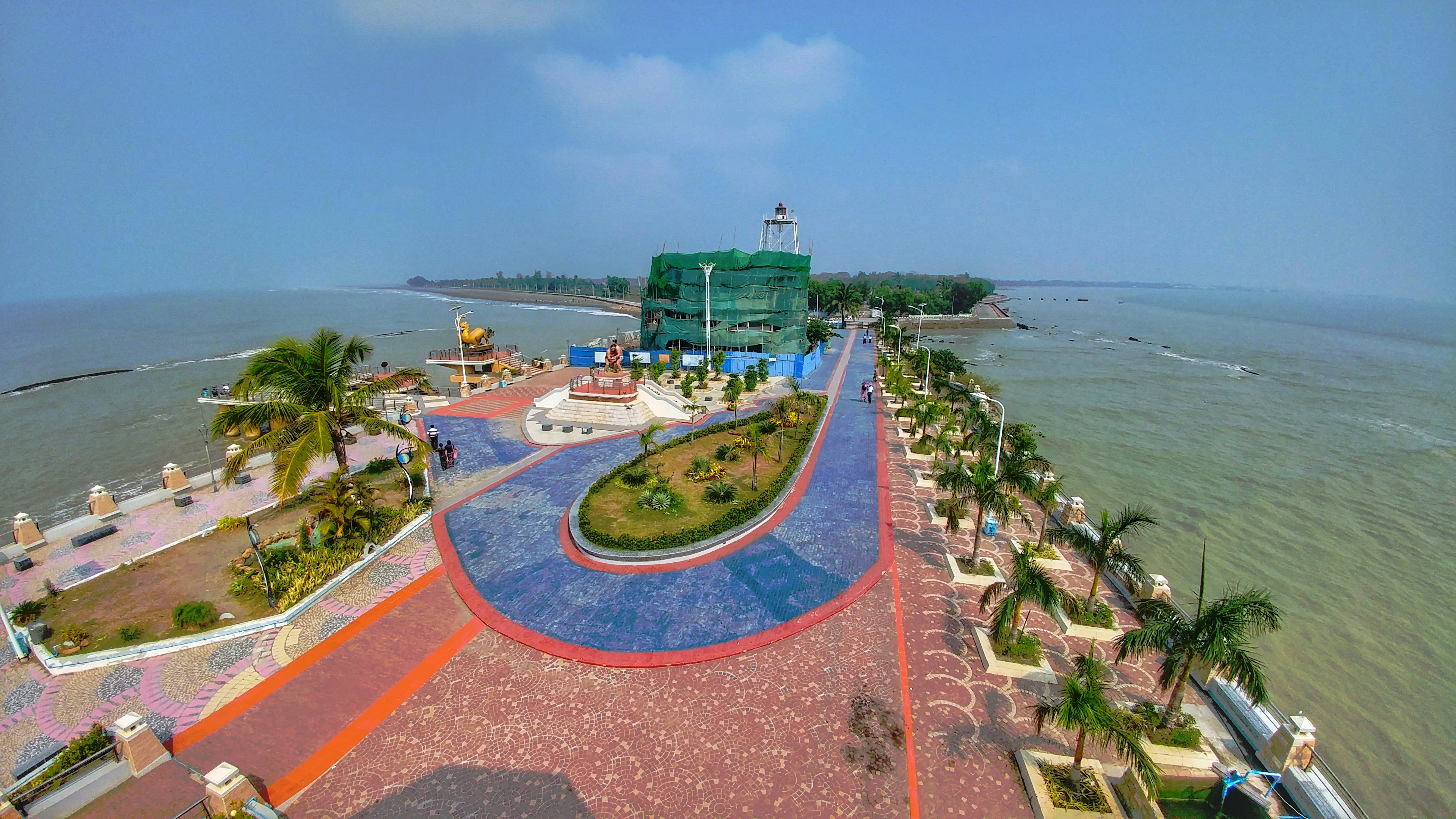
Công viên View Point Sittwe
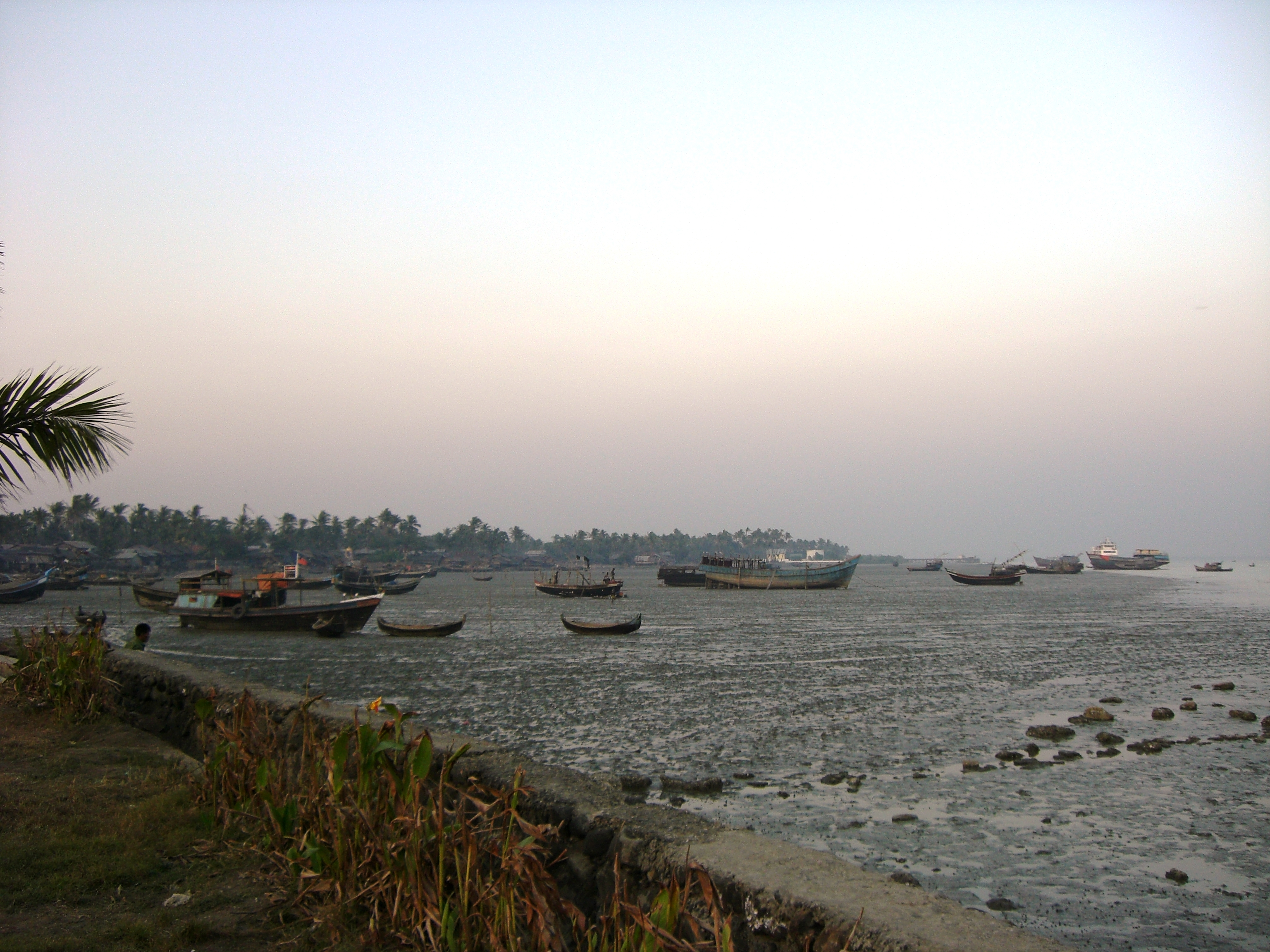
Bãi biển
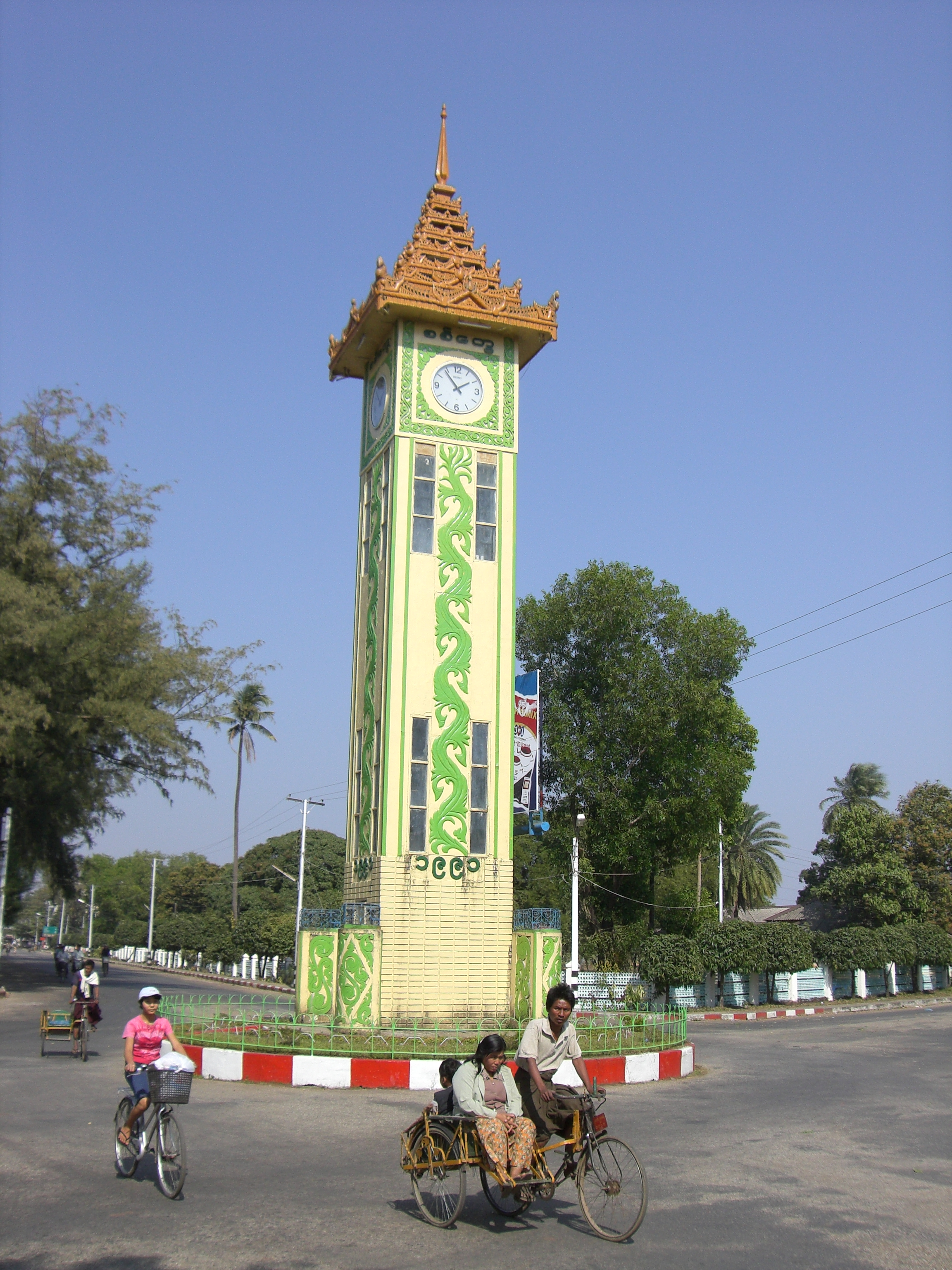
Tháp đồng hồ mới